# Éparchie de Mileševa
Pour les articles homonymes, voir Mileševa.
L'éparchie de Mileševa (en serbe : Епархија милешевска et Eparhija mileševska) est une éparchie, c'est-à-dire une circonscription de l'Église orthodoxe serbe. Située dans le sud-ouest de la Serbie, elle a son siège au monastère de Mileševa. En 2016, elle est dirigée par intérim par l'évêque Joanikije.

## Histoire

### Évêques
- Georgije Đokić (1992-1994) - administrateur,
- Vasilije Veinović (1994-1997),
- Filaret Mićević (1999-2015).

## Monastères
L'éparchie de Mileševa abrite notamment les monastères suivants :